# Sivapanthera
Sivapanthera — вимерлий рід ссавців із родини котових, описаний Крецоєм у 1929 році. Викопні рештки знайдені в Африці й Азії й дуже нагадують гепарда (Acinonyx), але відрізняються тим, що мають відносно довший мозок, більш плоский лоб, вужчі ніздрі та більші зуби. Багато в чому черепи Sivapanthera виявляють схожість з черепами пуми чи навіть з черепами Panthera. Деколи Sivapanthera розглядається як сестринський рід, деколи — як молодший синонім до Acinonyx, а деколи — навіть як підвид Acinonyx pardinensis.